# Arthur Bostrom
Arthur Bostrom, född 6 januari 1955 i Rugby, Warwickshire, är en brittisk skådespelare. Han är mest känd för rollen som konstapel Crabtree i TV-serien 'Allå, 'allå, 'emliga armén.
Arthur Bostrom talar flytande franska.